# Chlorogalum
Chlorogalum es un género de plantas con flores, de la familia Agavaceae. Su nombre común es jabonera norteamericana.  Es conocida por sus propiedades jabonosas. 
Es una planta endémica y se encuentra principalmente en Norteamérica, sobre todo en la parte occidental, como por ejemplo, California, Oregón y Baja California.

## Características
Posee hojas alargadas, delgadas, similares a las que poseen las gramíneas. Su raíz es en forma de bulbo. Crece hasta alcanzar más de 1 m de altura; sus flores son estrelladas, con nervaduras. 

## Usos
De sus bulbos se extraen saponinas, las que eran utilizadas por los indígenas de Norteamérica como sucedáneos del jabón.

## Taxonomía
El género fue descrito por Carl Sigismund Kunth  y publicado en Enumeratio Plantarum Omnium Hucusque Cognitarum 4: 681. 1843.

## Especies
- Chlorogalums angustifolium
- Chlorogalum grandiflorum
- Chlorogalum parviflorum
- Chlorogalum pomeridianum
- Chlorogalum purpureum